# دانه‌خوار پیشانی‌نخودی
دانه‌خوار پیشانی‌نخودی (نام علمی: Sporophila frontalis) گونه‌ای از پرندگان تیرهٔ فرخندگان (Thraupidae) است.
در شرق آمریکای جنوبی، عمدتاً در شمال شرقی آرژانتین و در امتداد خط ساحلی جنوب شرقی برزیل یافت می‌شود. زیستگاه طبیعی آن جنگل‌های جلگه‌ای نمناک نیمه‌گرمسیری و جنگل‌های کوهستانی نمناک نیمه‌گرمسیری یا گرمسیری است. از دست دادن زیستگاه آن را تهدید می‌کند.